# Alburnus schischkovi
 Alburnus schischkovi és una espècie de peix cipriniforme de la família dels ciprínids.